# Fernando Méndez
Fernando Méndez (Celanova, Ourense) és un periodista i escriptor gallec. Ha treballat en els àmbits de la comunicació judicial, sanitària i empresarial. Té un màster en drogodependències i SIDA, i està especialitzat en comunicació d'organitzacions, gestió i estratègies de comunicació. Com a periodista va treballar als diaris Faro de Vigo i La Región i a la Televisión de Galicia. Va col·laborar amb altres mitjans de comunicació com El Observador, Cambio 16, Interviú, Radio Minuto, Tiempo i RNE.
Va ser cap de premsa de la Consellaría de Agricultura de la Xunta de Galicia i director de Comunicació del Parque Tecnolóxico de Galicia.

## Obra en gallec
Assaig
- Historia dun crime. O caso do Metílico (1998, Galaxia).[3]

Narrativa
- Deus xogando aos dados, (2011, Sotelo Blanco).

Obres col·lectives
- Voz e voto. Homenaxe a Celso Emilio Ferreiro (1991).

## Obra en espanyol
Assaig
- Metílico, 50 años envenenados (2013, Sotelo Blanco).[3]
- Mil muertos de un trago: el caso de bebidas envenenadas con alcohol metílico (1998, Península).[3]

Narrativa
- Cuatro esquinitas tiene mi cama (2014, Suma de letras). ISBN 9788483656280.
- Nunca guardes las cosas rotas (2014, Aldevara). ISBN 9788415363880.

Obres col·lectives
- La noche y los guerreros de fuego. Obra col·lectiva. Premi Internacional Latin Heritage Foundation (Estats Units, 2011).

## Premis i reconeixements
- Premi Nacional Reina Sofia de Periodisme sobre Drogues (1992 y 1993).
- Premi Xunta de Galícia de Periodisme en Drogodependències (1990, 1991 y 1995).
- Premi Nacional de Periodisme Julio Camba de reportatges (1991).
- Finalista del Premi d'investigació periodística "Rodolfo Walsh" (1999).
- Segon premi Hebe Plumier de relats (2010).
- Premi Vicente Risco de Creació Literària (2010) amb la seva primera novel·la Deus xogando aos dados.[4]
- Premi Literari Internacional Latin Heritage Foundation (Estados Unidos, 2011).
- Finalista del IV Premi de Novela Qué Leer - Volkswagen (2011).
- Finalista del XX Premi Edebé de Literatura Juvenil (2012).
- Finalista del Premi de l'Asociación Gallega de Editores a la millor novel·la, per la seva obra Deus xogando aos dados (2012).
- Finalista del XXXII Premi Felipe Trigo de Novela (2012).
- Premi Internacional de Periodisme d'investigació Ana María Agüero Melnyczuk (Argentina, 2013).
- VI Premi de Novel·la "Ciudad de Almería" (2014) per la seva obra Nunca guardes las cosas rotas.